# Mühlbach
Mühlbach (em italiano Rio di Pusteria) é uma comuna italiana da região do Trentino-Alto Ádige, província de Bolzano, com cerca de 2.644 habitantes. Estende-se por uma área de 84 km², tendo uma densidade populacional de 31 hab/km². Faz fronteira com Freienfeld, Franzensfeste, Natz-Schabs, Rodeneck, Pfitsch, Vintl.

## Demografia
| Variação demográfica do município entre 1861 e 2011                               |
|                                                                                   |
| Fonte: Istituto Nazionale di Statistica (ISTAT) - Elaboração gráfica da Wikipedia |